# Rosemary Davies
Rosemary Davies (nacida como Rose Douras; 8 de junio de 1895 - 20 de septiembre de 1963) fue una actriz estadounidense.

## Vida
Nacida como Rose Douras en Brooklyn, Nueva York, era hermana de las actrices Marion Davies y Reine Davies, pero no alcanzó la misma fama que sus dos hermanas. Sin embargo, su nombre se mencionó brevemente en diferentes círculos cuando se dijo que era la madre de Patricia Lake por su primer esposo, George Barnes Van Cleve. Tras la muerte de Patricia Lake, la familia de ésta anunció que Lake era en realidad la hija de Marion Davies y William Randolph Hearst, quién nació en secreto durante un viaje al extranjero entre 1920 y 1923.
Davies, que tenía poca experiencia en el cine, fue seleccionada para interpretar el papel principal de la película Alice, cuya producción comenzó en 1924.
Davies se casó con Louis Adlon, un actor de cine estadounidense nacido en Alemania, quién murió el 31 de marzo de 1947. Ella murió en 1963 en Bel Air, California. Está enterrada junto a su hermana Marion en el mausoleo Douras, junto con el esposo de Marion, Horace Brown, y con Patricia Lake y su esposo, el actor Arthur Lake.